# Гладышев, Николай Кузьмич
Николай Кузьмич Гладышев (20 (5) декабря 1893 года, с. Толстовка, Самарская губерния — 12 ноября 1937 года, г. Ленинград) — участник Гражданской войны, первый директор совхоза «Индустрия» треста «Апатит».

## Биография

### До революции в России
Николай Гладышев вырос на станции Вязовая Самаро-Златоустовской железной дороги. Его отец работал кочегаром.
Закончив двухклассное училище, пройдя ученичество у телеграфистов, Николай Гладышев три года работал телеграфистом на станции Вязовая.

### Революция и Гражданская война в России
В начале 1918 года он по собственной инициативе организует дружину Красной гвардии для ведения борьбы с армией генерала Дутова в Верхнеуральске. Позже участвует в подавлении мятежа белочехов.
В июне 1918 года был арестован белогвардейцами. Пока Гладышев сидел в тюрьме, за ведение борьбы на стороне революционеров отца Гладышева расстреляли колчаковцы.
Освободили Гладышева с приходом Красной Армии, в июле 1919 года. После он вновь работает телеграфистом (теперь уже — старшим) на станции Вязовая.
В 1921 году Николая Кузьмича Гладышева перевели на станцию — Помощная.

### Послевоенные годы
В 1923 году весной он прибыл на станцию Сороки Мурманской железной дороги. В октябре был избран председателем месткома железнодорожников. В декабре принят кандидатом в члены ВКП(б).
Николая Кузьмича Гладышева отличали решительность и умение работать. По этим критериям в декабре 1927 года его утверждают начальником района колонизационного отдела Мурманской железной дороги.

### Жизнь в посёлке Апатиты
В конце 20-х годов Гладышев поселился в посёлке Апатиты. Осенью 1930 года он был назначен директором подсобного хозяйства «Индустрия» и в этой должности проработал до своего ареста в 1937 году. У первого директора в те годы все было впервые: и первый гектар, отвоеванный у болот, и первая корова, доставленная из Холмогор, холмогорской породы, и первый урожай, полученный с земли, считавшейся непригодной для сельского хозяйства.
Гладышева отличали решительность и умение трудиться без устали — раньше всех приходил на работу, никто не знал, когда он отдыхает.
Отправляясь с крестьянами на поиски пригодной для освоения земли и, греясь у костра, мечтательно говорил:

«Пройдут годы, и наша „Индустрия“ будет давать сотни тонн молока, мяса, зелени!»

Личный вклад Н. К. Гладышева в создание первого на Кольском полуострове сельскохозяйственного предприятия был отмечен в 1934 году орденом Трудового Красного Знамени.

### Арест и расстрел
Арестован Гладышев 26 июля 1937, по статье 58-10-11 УК РСФСР. Осужден 4 ноября 1937 УНКВД по Ленинградской области к высшей мере наказания.
Расстрелян 12 ноября 1937. Похоронен в Ленинграде на Левашовском кладбище.
Реабилитирован 31 октября 1955 Мурманским областным судом.

## Память
- В 1970 году, в связи с 40-летием подсобного хозяйства «Индустрия» по просьбе его работников улица Пионерская в городе Апатиты была переименована в улицу имени Н. К. Гладышева[3].